# Castell del Montgrí
Castell del Montgrí är ett berg i Spanien.   Det ligger i provinsen Província de Girona och regionen Katalonien, i den östra delen av landet, 600 km öster om huvudstaden Madrid. Toppen på Castell del Montgrí är 302 meter över havet, eller 87 meter över den omgivande terrängen. Bredden vid basen är 0,51 km.
Terrängen runt Castell del Montgrí är platt västerut, men österut är den kuperad. Runt Castell del Montgrí är det ganska tätbefolkat, med 124 invånare per kvadratkilometer. Närmaste större samhälle är Torroella de Montgrí, 1,1 km söder om Castell del Montgrí. 